# Królewska Akademia Sztuk Pięknych św. Ferdynanda

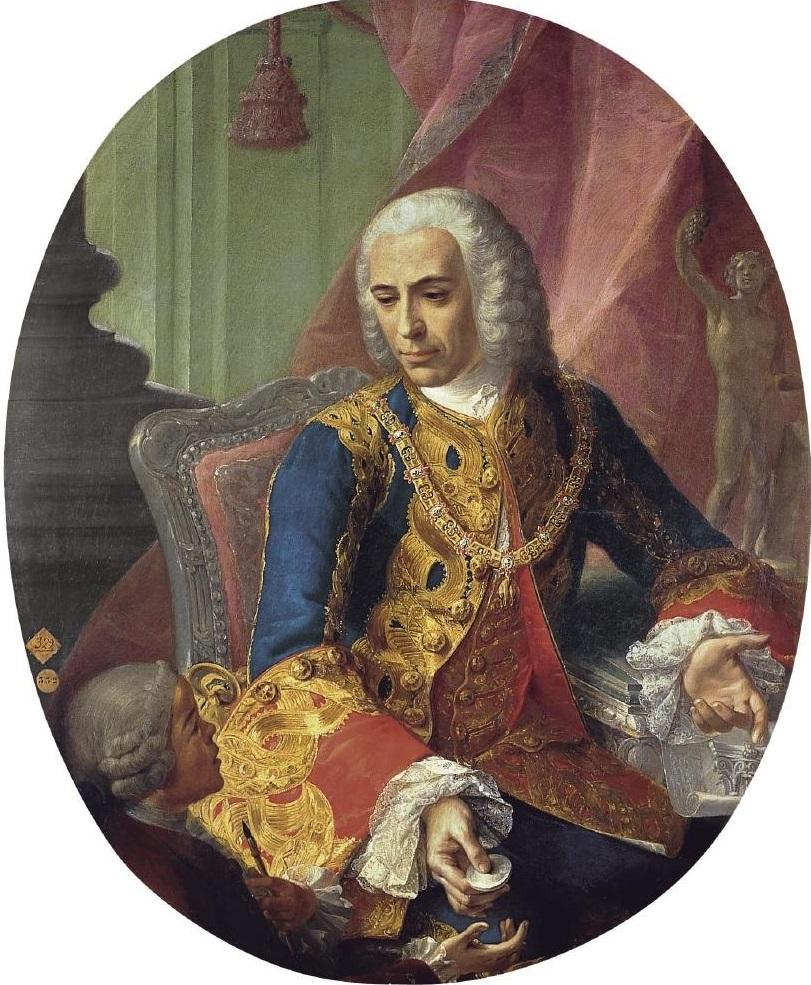
José de Carvajal y Lancaster, jeden z założycieli Akademii

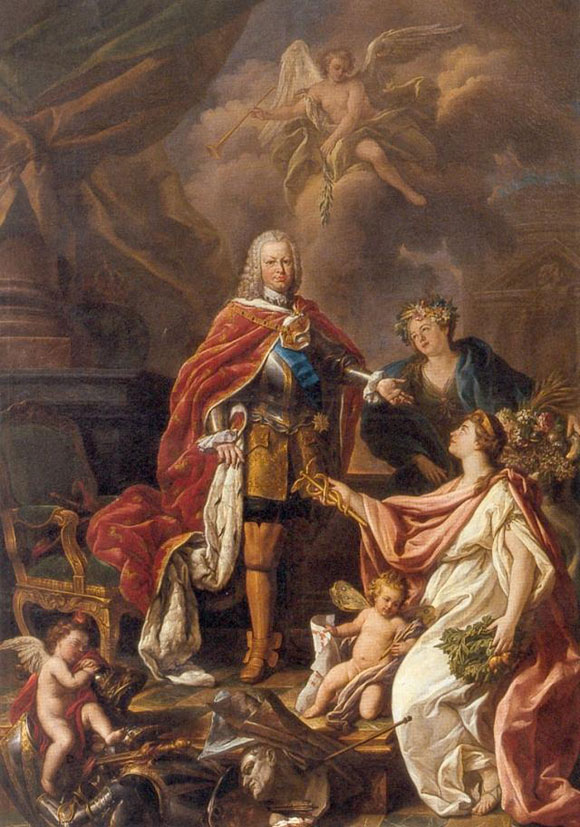
Ferdynand VI Hiszpański jako opiekun sztuk, pędzla Antonia Gonzaleza Ruiza

Królewska Akademia Sztuk Pięknych św. Ferdynanda lub Akademia San Fernando w Madrycie (hiszp. Real Academia de Bellas Artes de San Fernando) – uczelnia założona w 1752 w Madrycie. Do jej zadań należało wspomaganie hiszpańskich artystów plastyków i rzeźbiarzy. Przyznawała prestiżowe stypendia zagraniczne na artystyczne studia w Rzymie lub Paryżu – ta inicjatywa była szczególnie rozwijana w krótkim okresie panowania króla Ferdynanda VI. Jednym z fundatorów i założycieli akademii był minister José de Carvajal y Lancaster, a także ówczesny władca Ferdynand VI Hiszpański.
Obecnie w Akademii mieści się muzeum sztuki z m.in. istotną kolekcją hiszpańskiego malarstwa. 

## Członkowie
Instytucja ta przewiduje stałe członkostwo dla 59 osób: 

### Członkowie stali
1. Miguel Rodríguez-Acosta Carlström
2. Joaquín Soriano Villanueva
3. Antonio Fernández De Alba
4. Agustín León Ara
5. Miguel De Oriol E Ybarra
6. Gustavo Torner De La Fuente
7. Tomás Marco Aragón
8. José Luis Álvarez Álvarez
9. Rafael Manzano Martos
10. Antonio Gallego Gallego
11. Alfredo Pérez De Armiñán Y De La Serna
12. Rafael Canogar
13. Manuel Alcorlo
14. Manuel Carra
15. José María Luzón Nogué
16. Ismael Fernández De La Cuesta
17. Fernando De Terán Troyano
18. Jordi Teixidor De Otto
19. Víctor Nieto Alcaide
20. Juan Navarro Baldeweg
21. Manuel Gutiérrez Aragón
22. José Luis Yuste Grijalba
23. Alfonso Rodríguez Y Gutiérrez De Ceballos
24. Gregorio Marañón Y Bertrán De Lis, Marqués De Marañón
25. Rafael Moneo Vallés
26. José Ramón Encinar Martínez
27. Juan Bordes Caballero
28. Javier Manterola Armisén
29. Simón Marchán Fiz
30. Antonio Almagro Gorbea
31. Publio López Mondéjar
32. José María Cruz Novillo
33. Miquel Navarro
34. Enrique Nuere Matauco
35. Luis Fernández-Galiano Ruiz
36. Román Gubern Garriga-Nogués
37. José Luis García Del Busto Arregui
38. Alberto Campo Baeza
39. Estrella De Diego Otero
40. Begoña Lolo Herranz
41. Josefina Molina Reig
42. Hernán Cortés Moreno
43. Blanca Muñoz Gonzalo
44. Fernando Lara Pérez
45. Arantxa Aguirre Carballeira
46. Miguel Falomir Faus
47. Isabel Muñoz Vilallonga
48. Alfonso Albacete
49. José Luis Turina De Santos

### Członkowie elekcyjni
1. Antonio López García
2. José Luis Garci
3. Plácido Domingo Embil
4. Cristina García Rodero
5. Francisco Leiro Lois
6. Jaume Plensa I Suñé
7. Daniel Canogar
8. Leticia Azcue Brea
9. José María Sánchez-Verdú
10. Rosa Brun Jaén
11. Patricia Urquiola Hidalgo
12. Pedro Moleón Gavilanes
13. Ángela García De Paredes De Falla
14. Miguel Aguiló Alonso
15. María José Montiel

### Członkowie honorowi
1. Carmen Giménez (Medal A)
2. Jacobo Hachuel (Medal D)
3. Federico Mayor Zaragoza (Medal I)
4. Plácido Domingo Embil (Medal J)
5. Santiago Calatrava (Medal L)
6. Joaquín Achúcarro Arisqueta (Medal G)
7. Alicia Koplowitz Y Romero De Juseu (Medal H)